# Santa Ana National Wildlife Refuge
Santa Ana National Wildlife Refuge is een 8.45 km² groot National Wildlife Refuge langs de oevers van de Rio Grande in Hidalgo County (Texas) ten zuiden van Alamo (Texas). Het is opgericht ter bescherming van trekvogels in 1943. De unieke locatie door de samenkomst van verschillende klimaattypen (subtropisch, Chihuahuawoestijn, golfkust en de Great Plains) heeft bijgedragen aan een gerespecteerde reputatie als vogelaargebied.

## Vogels
397 vogel soorten zijn geregistreerd in het park. Veel van deze soorten zijn trekvogels op weg van of naar Centraal- of Zuid-Amerika.
Een paar van de soorten die men hier vindt, zijn verschillende soorten eenden, futen, de Amerikaanse slangenhalsvogel, witbuikreiger, witte ibis, kleine geelpootruiter en de Amerikaanse dwergstern.
De visarend, breedvleugelbuizerd, blauwe kiekendief en slechtvalk zijn een aantal van de rooftrekvogels die men in het park vindt. De langsnavelwouw en de grijze havik, die regelmatig in het park worden waargenomen, trekken veel vogelaars van over de hele wereld.
Meer dan 35 soorten mussen zijn waargenomen, waaronder diverse bijzondere soorten.

## Vlinders
Het park is niet alleen een vogelparadijs, maar in het Santa Ana-park is ook bijna de helft aan vlindersoorten van de Verenigde Staten te vinden. Meer dan 300 soorten zijn in het park gesignaleerd. Op een dag zijn er ooit 65 verschillende soorten gezien.

## Wilde dieren
Noemenswaardige soorten in het park zijn de zeldzame ocelot en de jaguarundi.